# Novoarkhanhelsk (huyện)
Huyện Novoarkhanhelsk (tiếng Ukraina: Новоархангельський район, chuyển tự: Novoarkhanhelsks’kyi raion) là một huyện của tỉnh Kirovohrad thuộc Ukraina. Huyện Novoarkhanhelsk có diện tích 1206 kilômét vuông, dân số theo điều tra dân số ngày 5 tháng 12 năm 2001 là 31513 người với mật độ 26 người/km2. Trung tâm huyện nằm ở Novoarkhanhelsk.